# منظمة التوحد الدولية

شعار منظمة التوحد الدولية.

شبكة التوحد الدولية هي منظمة تعنى بمصابي التوحد وتدار من قبل اشخاص على طيف التوحد. مبدأها الاساسي هو المنظور المضاد للعلاج، وجهة نظرهم بأنه لا ينبغي أن يكون هناك هدف بوجود علاج لمصابي التوحد.

## تاريخ
بدأت شبكة التوحد الدوليه من قبل جيم سنكلير، كاثي غرانت ودونا ويليامز في عام 1992. تم تنظيم المجموعة من قبل  المصابين بالتوحد للأشخاص المصابين بالتوحد. بدأت المنظمة  بمثابة مجموعة من الغرباء، ولكن عندما التقيا لأول مرة شخصيا، «شعروا بالانتماء، وانهم يفهمون بعضهم البعض، وامتلاك نفس المفاهيم واشتراك اللغة، وانهم طبيعيين». أنشا سنكلير والمؤسسين الآخرين مجتمع على الانترنت حيث يمكن للمشاركين مناقشة القضايا في المنتدى على الإنترنت. بدأت الشبكة في نشر نشرة اعلامية، تسمى «صوتنا»، والتي تم توزيعها من خلال موقع الشبكة. 
تعتبر الشبكة هي أول من قامت بصياغة كلمة «العصب النموذجي.» سنكلير تستخدم الشبكة للمساعدة في التركيز على الفوائد الإيجابية من التوحد، بدلا من السلبيات. وقد ساعدت المنظمة الأفراد المصابين بالتوحد على تعلم «الدرس الهام من السعادة في ثقافة التوحد المشتركة». 

## أوتريت
أوتريت هو المؤتمر الذي تستضيفه شبكة التوحد الدولية للأشخاص المصابين بالتوحد. وكان أول أوتريت في عام 1996، وعقد في كامب بريستول هيلز في نيويورك. وفي عام 1999، كان هناك 80 من الحضور، وكانت هناك امرأة تسافر من اليابان. اعتبارا من عام 2012، كان هناك أوتريت كل عام منذ ذلك الحين ما عدا عام 2001. أوتريت هو مؤتمر للأشخاص المصابين بالتوحد "التي صممها مصابون اخرون، وهو على النقيض من غيرها من مؤتمرات التوحد، حيث تؤمن المنظمة بالناس المصابين بالتوحد ولكن المقصود الوالدين والمهنيين فايضا الآباء والمهنيين، وغيرها يكونون موضع ترحيب، تم تنظيم أوتريت خصيصا ل لمصابي التوحد، ويوفر "صداقة التوحد" بيئه، خالية من القصف الحسي.الضيوف ليسوا تحت أي ضغط للتفاعل اجتماعيا.ويستخدم رمز بصري بسيط في شكل شارة ملونة للإشارة إلى الأعضاء الذين يرغبون في التفاعل مع أي شخص، أولئك الذين يرغبون في عدم الاقتراب من الغرباء، وأولئك الذين يرغبون في عدم الاقتراب على الإطلاق.
أوتريت هو تجمع سنوي ربيعي يضم مصابي التوحد، حيث يتم تشجيع بعض أشكال السلوك المتوحد. على سبيل المثال، يمكن للمشاركين في «أوتريت» ارتداء شارات مرمزة تشير إلى ما إذا كانوا على استعداد للاقتراب من المحادثة. ومن المتوقع أن تتصرف بالسلوكيات التوحدية الشائعة، مثل المحادثة الحرفية المفرطة.
وقد ألهمت أوتريت برامج مماثلة في بلدان أخرى، مثل «أوتسكيب» في انكلترا و«مشروع تمكين» في السويد.